# Butirki (Lípetsk)
|  | Per a altres significats, vegeu «Butirki». |

Butirki (en rus: Бутырки) és un poble de l'óblast de Lípetsk, a Rússia, que el 2018 tenia 1.406 habitants. Pertany al districte rural de Griazi.